# Robin Le Normand
Robin Aime Robert Le Normand (Pabu, Costas de Armor, Francia, 11 de noviembre de 1996) es un futbolista franco-español que juega como defensa y su equipo es el Atlético de Madrid de la Primera División de España. Es internacional con la selección española desde 2023.

## Trayectoria

### Brest
Robin Le Normand nació en 1996 en Pabu, pueblo de la región francesa de Bretaña, dentro del departamento de Costas de Armor y de la aglomeración urbana de Guingamp, donde se encuentra un importante centro hospitalario que da servicio a la zona. A pesar de su lugar de nacimiento, él es natural de la localidad de Bréhand, del departamento de Costas de Armor.
Se inició jugando al fútbol en Lamballe, otra localidad de Costas de Armor, donde estudiaba, cuando a los 11 años fue reclutado por los ojeadores del Stade Brestois. 
Le Normand fue ascendiendo por las categorías inferiores del club hasta que el 21 de septiembre de 2013 hizo su debut sénior con el equipo reserva del Brest, el Stade Brestois II, en el Campeonato de Francia Amateur. Le Normand permaneció tres temporadas con el equipo reserva del Brest, hasta 2016, disputando 39 partidos oficiales y marcando 2 goles. 
En los cuatro meses finales de la temporada 2015-16 pasó a ejercitarse con el primer equipo del Stade Brestois. El 15 de abril de 2016, hizo su debut profesional con el Stade Brestois en un partido de la Ligue 2, disputado contra el FC Sochaux-Montbéliard, que se saldó con derrota por 2-1. Le Normand disputó los 90 minutos del partido. Aunque fue convocado en otros tres partidos del tramo final de esa temporada, Le Normand solo llegó a disputar un partido oficial con el primer equipo de Brest. El Brest no hizo una apuesta por la continuidad de Le Normand y le indicó a finales de abril que no continuaría la siguiente temporada. Le Normand acabó la temporada retornando al filial. La razón es que el club francés prefirió fichar de cara a la temporada 2016-17 a dos defensas experimentados como Zakaria Diallo y Luciano Castán, más el recambio de Brendan Chardonnet, que retornaba de préstamo, con lo que consideraban que la defensa quedaba cubierta y sin sitio para el joven canterano.

### Real Sociedad
Tras realizar una prueba, a principios de julio de 2016, fichó por la Real Sociedad de Fútbol. El interés del equipo vasco por un jugador que apenas había llegado a debutar en la Ligue 2 vino por el seguimiento realizado por Eric Olhats, ojeador del equipo donostiarra en Francia. El equipo vasco aprovechó la oportunidad para hacerse con el jugador a un coste cero una vez quedó libre al finalizar la temporada 2015-16 y le hizo un contrato de dos años. Quedó integrado en el equipo B de la Real Sociedad.
En su primera temporada con la Real Sociedad B el jugador tuvo dificultades para adaptarse al estilo de juego del equipo, sobre todo a sacar el balón jugado desde atrás y pasó bastantes dificultades para asentarse en el once inicial. Al final de la temporada, sin embargo, consiguió convertirse en un habitual en el once inicial. Fue titular en 23 de los 38 partidos de la temporada. En su segunda temporada, fue titular habitual todo el año, solo se perdió el primer partido de la temporada y otro por sanción, siendo titular en todos los encuentros restantes. Fue señalado como uno de los factores decisivos para que la Real Sociedad B se metiera en los play-off por el ascenso, aunque no pudiera pasar de la primera eliminatoria de play-off.[cita requerida]
La temporada 2018-19 comenzó entrenando con el primer equipo y realizó la pretemporada con la Real Sociedad a las órdenes de Asier Garitano. En agosto de 2018 se le amplió su contrato un año más, hasta 2020.
Aunque comenzó la temporada con el filial, las ausencias por lesión de varios centrales de la primera plantilla, le permitieron entrar en una convocatoria el 26 de noviembre en partido de Liga contra el Celta de Vigo; y debutar unos días más tarde en la Primera División ante el Betis en el Benito Villamarín. La Real Sociedad perdió por 1 a 0.
De cara a la temporada 2019-20 fue ascendido definitivamente al primer equipo realista, obteniendo el dorsal 24 y ganándose el puesto de titular en el centro de la zaga. El 30 de noviembre de 2019 anotó su primer gol con la zamarra del primer equipo en una victoria por 4 a 1 ante la S. D. Eibar en el Reale Arena. En junio de 2020 extendió su contrato con la Real Sociedad hasta 2024.
El 3 de abril de 2021, en el Estadio de la Cartuja, conquistó su primer título como profesional al vencer en la final de la Copa del Rey, pendiente del año anterior debido a la pandemia de COVID-19, por 1-0 al eterno rival, el Athletic Club. Le Normand fue titular y disputó los 90 minutos del partido en el centro de la zaga junto con Igor Zubeldia a un extraordinario nivel. 
En la temporada 2021-22 fue elegido por la Liga el mejor jugador del mes de octubre. Tras finalizar la temporada y gracias a su relevancia en esta dentro del equipo, renovó su contrato con el club hasta 2026.
El 27 de julio de 2024 se anunció un acuerdo entre la Real Sociedad y el Atlético de Madrid para su traspaso, que se acabaría de completar una vez finalizara su periodo vacacional tras haber participado en la Eurocopa 2024. Esto sucedió una semana después y firmó un contrato hasta 2029.

## Selección nacional
El 24 de febrero de 2023 el entrenador de España, Luis de la Fuente, declaró estar interesado en convocarlo para que jugase con la selección española. El 23 de mayo de ese año adquirió la nacionalidad española, con lo que pasó a estar disponible para la selección española. La primera convocatoria le llegó el 2 de junio al ser incluido en la lista de la fase final de la Liga de Naciones de la UEFA. Hizo su debut el día 15 en las semifinales ante Italia.

### Participaciones en Eurocopas
| Copa          | Sede     | Resultado | Partidos | Goles |
| ------------- | -------- | --------- | -------- | ----- |
| Eurocopa 2024 | Alemania | Campeón   | 6        | 0     |

### Goles internacionales
| N.º | Fecha                   | Estadio                           | Rival   | Gol | Resultado | Competición           |
| --- | ----------------------- | --------------------------------- | ------- | --- | --------- | --------------------- |
| 1.  | 19 de noviembre de 2023 | José Zorrilla, Valladolid, España | Georgia | 1-0 | 3-1       | Clasif. Eurocopa 2024 |

## Estadísticas

### Clubes
Actualizado al último partido disputado el 17 de agosto de 2025.
| Club                        | Div.          | Temporada     | Liga  | Liga  | Copas nacionales | Copas nacionales | Copas internacionales | Copas internacionales | Total | Total |
| Club                        | Div.          | Temporada     | Part. | Goles | Part.            | Goles            | Part.                 | Goles                 | Part. | Goles |
| --------------------------- | ------------- | ------------- | ----- | ----- | ---------------- | ---------------- | --------------------- | --------------------- | ----- | ----- |
| Stade Brestois II Francia   | 5.ª           | 2013-14       | 7     | 0     | —                | —                | —                     | —                     | 7     | 0     |
| Stade Brestois II Francia   | 5.ª           | 2014-15       | 13    | 0     | —                | —                | —                     | —                     | 13    | 0     |
| Stade Brestois II Francia   | 5.ª           | 2015-16       | 19    | 2     | —                | —                | —                     | —                     | 19    | 2     |
| Stade Brestois II Francia   | Total club    | Total club    | 39    | 2     | 0                | 0                | 0                     | 0                     | 39    | 2     |
| Stade Brestois Francia      | 2.ª           | 2015-16       | 1     | 0     | 0                | 0                | —                     | —                     | 1     | 0     |
| Stade Brestois Francia      | Total club    | Total club    | 1     | 0     | 0                | 0                | 0                     | 0                     | 1     | 0     |
| Real Sociedad "B" · España  | 2.ª B         | 2016-17       | 26    | 1     | —                | —                | —                     | —                     | 26    | 1     |
| Real Sociedad "B" · España  | 2.ª B         | 2017-18       | 38    | 2     | —                | —                | —                     | —                     | 38    | 2     |
| Real Sociedad "B" · España  | 2.ª B         | 2018-19       | 18    | 1     | —                | —                | —                     | —                     | 18    | 1     |
| Real Sociedad "B" · España  | Total club    | Total club    | 82    | 4     | 0                | 0                | 0                     | 0                     | 82    | 4     |
| Real Sociedad · España      | 1.ª           | 2018-19       | 4     | 0     | 3                | 0                | —                     | —                     | 7     | 0     |
| Real Sociedad · España      | 1.ª           | 2019-20       | 31    | 1     | 8                | 1                | —                     | —                     | 39    | 2     |
| Real Sociedad · España      | 1.ª           | 2020-21       | 33    | 0     | 3                | 0                | 7                     | 0                     | 43    | 0     |
| Real Sociedad · España      | 1.ª           | 2021-22       | 37    | 1     | 4                | 0                | 7                     | 1                     | 48    | 2     |
| Real Sociedad · España      | 1.ª           | 2022-23       | 33    | 0     | 4                | 0                | 4                     | 0                     | 41    | 0     |
| Real Sociedad · España      | 1.ª           | 2023-24       | 29    | 2     | 7                | 0                | 7                     | 0                     | 43    | 2     |
| Real Sociedad · España      | Total club    | Total club    | 167   | 4     | 29               | 1                | 25                    | 1                     | 221   | 6     |
| Atlético de Madrid · España | 1.ª           | 2024-25       | 27    | 1     | 5                | 0                | 8                     | 0                     | 40    | 1     |
| Atlético de Madrid · España | 1.ª           | 2025-26       | 1     | 0     | 0                | 0                | 0                     | 0                     | 1     | 0     |
| Atlético de Madrid · España | Total club    | Total club    | 28    | 1     | 5                | 0                | 8                     | 0                     | 41    | 1     |
| Total carrera               | Total carrera | Total carrera | 317   | 11    | 34               | 1                | 33                    | 1                     | 384   | 13    |
| 1. 2.                       |               |               |       |       |                  |                  |                       |                       |       |       |

## Palmarés

### Títulos nacionales
| Título       | Club          | País   | Año  |
| ------------ | ------------- | ------ | ---- |
| Copa del Rey | Real Sociedad | España | 2020 |

### Títulos internacionales
| Título                      | Club                | Sede         | Año  |
| --------------------------- | ------------------- | ------------ | ---- |
| Liga de Naciones de la UEFA | Selección de España | Países Bajos | 2023 |
| Eurocopa                    | Selección de España | Alemania     | 2024 |

### Distinciones individuales
| Distinción                                                           | Año  |
| -------------------------------------------------------------------- | ---- |
| Mejor jugador del mes de octubre de La Liga de los Premios Santander | 2021 |